# 16192 Лаірд
16192 Лаірд (16192 Laird) — астероїд головного поясу, відкритий 4 січня 2000 року.
Тіссеранів параметр щодо Юпітера — 3,549.